# تک‌سرشت‌باوری

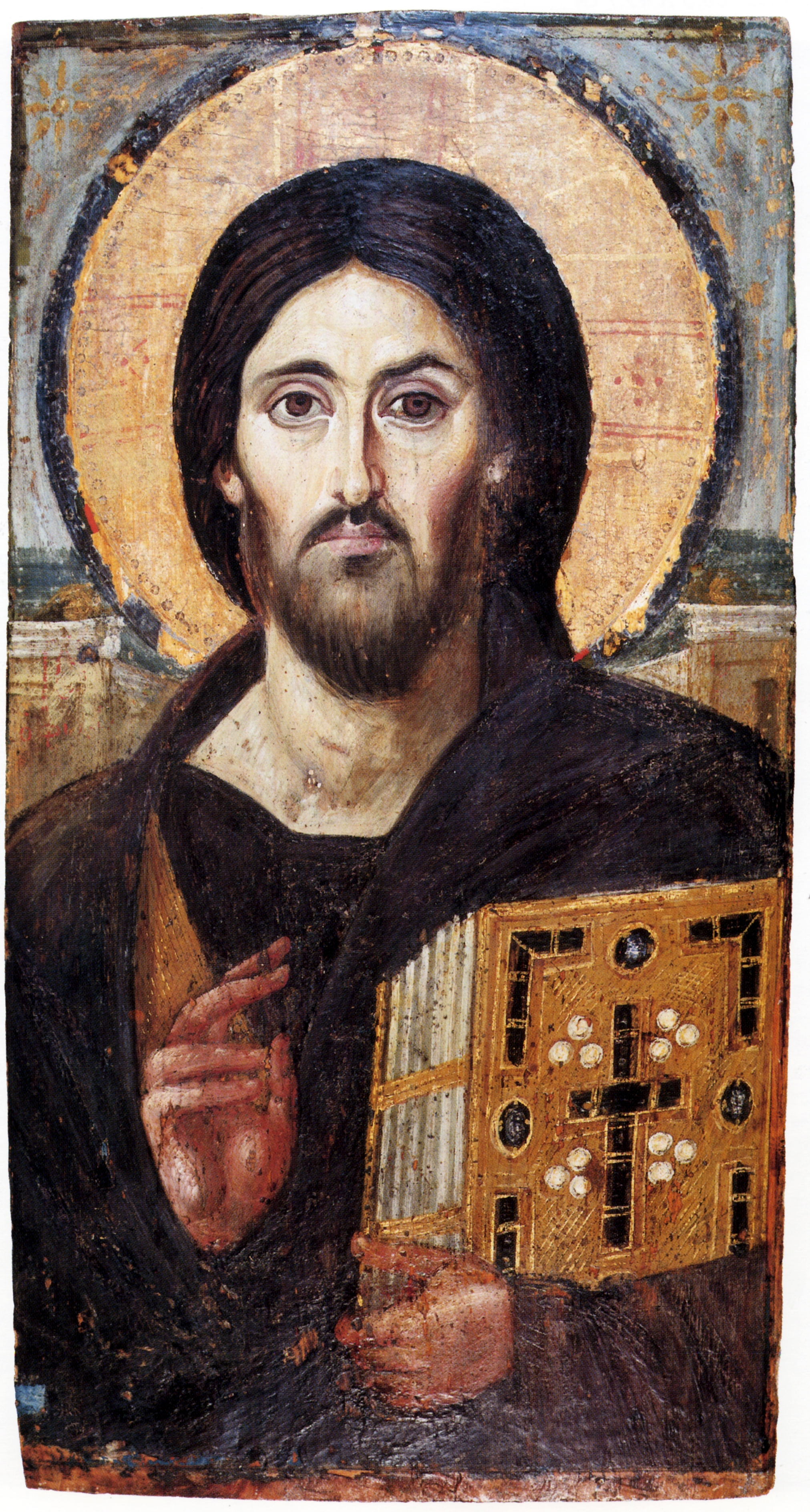
نگاره‌ای از مسیح بر اساس دیدگاه سرشت دوگانه مسیح واقع در صومعه سنت کاترین واقع در کوه سینا

تک‌سرشت‌باوری (به انگلیسی: Monophysitism) موقعیتی در مسیح‌شناسی است که در آن پس از یگانه شدن سرشت خدا و انسان، عیسی مسیح به عنوان تجسم پسر یا کلمه خدا، تنها یک ذات یا طبیعت دارد که الهی است. تک‌سرشت‌باوری با دوسرشت‌باوری در تضاد است که معتقد است مسیح دارای دو سرشت، یکی الهی و یکی انسانی است.
از لحاظ تاریخی، تک‌سرشت‌باوری در درجه اول به موقعیت کسانی (به خصوص در مصر و به میزان کمی سوریه) اشاره می‌کند که رأی شورای کلسدون را در سال ۴۵۱ میلادی قبول نکردند. با این وجود، اعضای میانه‌روی این گروه، الهیات «میافیزیت» را حفظ کردند که از کلیساهای ارتدکس  مشرقی محسوب می‌شد. بسیاری از معتقدین به ارتودکس مشرقی معتقدند که عنوان «مونوفیزیت» یک اصطلاح عمومی است، اما به‌طور گسترده در ادبیات تاریخی استفاده می‌شود.
پس از شورای کلسدون، مناقشات تک‌سرشت‌باوری منجر به شکاف بین کلیساهای ارتدوکس مشرقی و سایر کلیساها شد. درگیری مسیح‌شناسانه در میان تک‌سرشت‌باوران، دوسرشت‌باوری و مشتقات آن‌ها از قرن سوم تا قرن هشتم میلادی ادامه داشت و تأثیر خود را بر همه مذاهب مسیحی گذاشت. اکثریت مسیحیان حال حاضر جهان معتقد به رأی شورای کلسدون هستند؛ یعنی کاتولیک رمی، مارونی، ارتدوکس شرقی و کلیساهای سنتی پروتستان (کسانی که حداقل چهار شورای کلیسایی را قبول دارند)؛ این کلیساها همیشه تک‌سرشت‌باوری را بدعت دینی در نظر گرفته‌اند.
امروزه کلیساهای ارتدکس مشرقی تک‌سرشت‌باور، شامل کلیسای ارتدوکس اتیوپی، کلیسای ارتدوکس اریتره، کلیسای ارتدوکس اسکندریه، کلیسای ارتدوکس ارمنی، کلیسای ارتدوکس سیریان و کلیسای ارتدکس مالکانریای هند هستند.
با توجه به تحقیقات تاریخی امروزی و بحث‌های همه‌جانبه، عموماً تعبیر تک‌سرشت‌باور و کلسدونی در استفاده از اصطلاح کلیدی «سرشت» متفاوت است، همچنین تفاوت‌های کوچکتر تفسیری یا تأکیدی نیز ممکن است وجود داشته باشند. تعامل بین ارتدوکس مشرقی و کلیساهای کلسدونی تا به امروز برقرار نشده‌است.

## معرفی
تعریف مختصر تک‌سرشت‌باوری را می‌توان به صورت زیر بیان کرد: «عیسی مسیح که به عنوان پسر شناخته می‌شود، یک شخص و یک ذات در یک ماهیت است: الهی».
تک‌سرشت‌باوری در مکتب الهیاتی اسکندریه متولد شد، جایی که تجزیه و تحلیل مسیح‌شناسی با پسر ابدی و الهی خدا یا کلمه خدا آغاز شد و به دنبال توضیح اینکه چگونه این کلمه ابدی به یک انسان تبدیل شده‌است، در مقایسه با مدرسه انطاکیه (محل تولد نسطوری‌گری، ضد مکتب تک‌سرشت‌باوری)، که به جای آن با عیسی انسانی آغاز شد و به دنبال توضیح این که چگونه یک انسان با کلمه ابدی در تجسم متحد شده‌است بود. هر دو طرف موافق بودند که مسیح دارای دو ذات انسانی و الهی بوده‌است، اما اسکندریه‌ای‌ها بر الوهیت تأکید داشتند از جمله این واقعیت که طبیعت الهی خود «غیرقابل نفوذ» یا مصون به گناه کردن است در حالی که انطاکیه‌ای‌ها به انسانیت (از جمله دانش محدود و «رشد عقل» مسیح) اعتقاد داشتند. متکلمین تک‌سرشت‌باور و نسطوری به ندرت به افراطی بودن دیدگاه‌هایشان اعتقاد داشتند اگر چه برخی از پیروان آن‌ها ممکن است اینگونه بوده باشند. اما در نهایت، دیالکتیک بین مدارس اسکندریه و انطاکیه، مسیح‌شناسی‌هایی را تولید کرد که (به رغم اختلافات مداوم بین کلیساهای ارتدوکس شرقی و کلسدونی) از افراط گرایی اجتناب کرده و هر دو دیدگاه را منعکس کردند.
تک‌سرشت‌باوری توسط شورای کلسدون در سال ۴۵۱ میلادی مردود اعلام شد و در میان دیگر مسائل مورد تأکید خود که اغلب به عنوان قرائت کلسدونی شناخته می‌شوند تصریح کرد که مسیح پسر ابدی خدا است.
توافق کلسدون توسط رم، قسطنطنیه و انطاکیه پذیرفته شد و با مقاومت شدید در سوریه و مصر مواجه شد، این موضوع در نهایت منجر به شکاف بین کلیساهای ارتدکس شرقی (که از طرف کلسدون مردود اعلام شدند) و کلیساهای کلسدونی گردید. کلیساهای کلسدونی همواره تک‌سرشت‌باوری را به عنوان نوعی بدعت‌کاری یا هرطقه در نظر گرفته‌اند و عموماً به‌طور صریح یا ضمنی کلیسای ارتدکس شرقی را بدعت‌گزار شناخته‌اند. کلیساهای ارتدوکس شرقی، با این حال، مسیح‌شناسی خاص خود را به نام میافیزیسم می‌شناسند که به شدت به نوشته‌های سیریل اسکندریه (که همه وی را به عنوان ارتدوکس می‌شناسند) تکیه می‌کند و متفاوت از تک‌سرشت‌باوری است.

## جستارها وابسته
- میافیزیسم
- تئودورا
- کلیسای حواری ارمنی
- مسیحیت